# Шарль Дюї
Шарль Дюї́ (фр. Charles Duits; 1925—1991) — французький письменник і художник у стилі сюрреалізму, поет і автор еротичних оповідань та науково-фантастичних творів.

## Біографія
Народився в місті Нейї-сюр-Сен 30 жовтня 1925 року, у родині американки і нідерландця. Втікши до Сполучених Штатів на початку Другої Світової війни, він вчився в академії Філліпса, потім в Гарвардському університеті. Його улюбленими авторами були Рембо й Лотреамон, але по-справжньому перевернуло його життя знайомство з «батьком» сюрреалізму Андре Бретоном. «Без сумніву, раптово важливий посил, що я провів своє справжнє життя вистерігаючи, хапаючи уривками, прийшов дійсно з Вами», заявив Бретон. «Неможливо виразити здивування, що я відчув, майже священний жах, коли я зрозумів, що Бретон раптом ставиться до мене як до рівного, як до якогось з олімпійців…» — напише потім Шарль Дюї.
У Нью-Йорку Шарль Дюї встановив зв'язки з багатьма митцями, таких як Марсель Дюшан і Роберто Матта. Цей час він надалі описав у своїй книжці «Андре Бретон сказав проходь». Він спілкується також з Анаїс Нін і Майєю Дерен.
6 грудня 1948 року, по поверненні у Францію, Шарль переживає релігійне видіння. Побіжно перечитуючи материнське Євангеліє, він раптом побачив, що його несуть у могилу поруч з Дівою Марією. Незважаючи на це, Дюї не навернувся в католицтво.
Наприкінці 1950-х — початку 1960-х років він спілкується з поетом Івом Бонфуа. Також бере участь у гуртку Жоржа Сен-Бонне, заводить там дружбу зі сліпим учасником Французького Опору Жаком Люссераном.
Завдяки своєму другові скульптору Дейвіду Геру, що мав зв'язки з індіанцями, Шарль відкриває для себе пейотль — мексиканську рослину родини кактусових, знамениту своїми психоактивними алкалоїдами, зокрема мескаліном. Він неодноразово випробує дію рослини, і заявляє в 1956 році, що «пейотль дав мені мету існування». «Пейотль розкрив мені нарешті справжній світ, справжній тому, що він повний сенсу, насичений сенсом як плід смаком», скаже він пізніше.
Великий шанувальник Віктора Гюго, однією з улюблених цитат з якого була «Будьмо величезним так» (Soyons l'immense oui) (поетична збірка «Споглядання»).
Окрім Гюго, Дюї захоплювався Полем Валері і цікавився східною філософією, навіть у 1960-х роках був близький до Жоржа Батая.
Помер від хвороби в Парижі 4 квітня 1991 року.

## Твори
- 1954 : «Поганий чоловік» (Le Mauvais mari), Les Éditions de Minuit, Paris.
- 1967 : «Країна просвітлення» (Le Pays de l'éclairement), Denoël, Paris. Перевидання (1994) Le bois d'Orion, L'Isle-sur-la-Sorgue. ISBN 9782909201054
- 1969 : «Андре Бретон сказав проходь» (André Breton a-t-il dit passe), les Lettres nouvelles, Paris. Перевидання видавництвом Моріса Надо (Maurice Nadeau) в 1991.
- 1970 : «Слина слона» (La Salive de l'éléphant), Éric Losfeld, Paris.
- 1971 : Les Miférables, Éric Losfeld, Paris.
- 1971 : «Птах Хотеп» (Ptah Hotep), Denoël, Paris. Перевидано в 1980 в збірці «Présence du futur» у двох томах.
- 1974 : «Демонічна свідомість» (La Conscience démonique), Denoël, Paris. Розширене перевидання (1994), Le bois d'Orion, L'Isle-sur-la-Sorgue. ISBN 9782909201061
- 1975 : «Віктор Гюго: великий і розтріпаний вітром» (Victor Hugo: le grand échevelé de l'air), P. Belfond, збірка «Mandala», Paris ISBN 2-7144-3803-2
- 1978 : «Нефер» (Nefer), H. Veyrier, збірка «Les Singuliers», Paris ISBN 2-85199-167-1
- 1993 : «Плід виходить з безодні» (Fruit sortant de l'abîme), Le Bois d'Orion, L'Isle-sur-la-Sorgue. ISBN 9782909201023. Передмова Івана Алешина (під його справжнім ім'ям Іван Алешинський)
- 1994 : «Видіння і галюцинація: досвід пейотля в літературі» (Vision et hallucination: l'expérience du peyotl en littérature), під керівництвом Крістіана Лемеллека (Christian Le Mellec), Question de, № 95.
- 1994 : «Життя-рум'яна Бога: щоденник 1968—1971» (La Vie le fard de Dieu: journal 1968—1971), Le Bois d'Orion, L'Isle-sur-la-Sorgue ISBN 9782909201085. Передмова Крістіана Лемеллека
- 1999 : «Слина слона» («La Salive de l'éléphant»), продовження Les Miférables, J. Losfeld, Éd. Blanche, Paris ISBN 2-84412-024-5
- 2016 : «Єдина жінка насправді чорна» (La Seule Femme vraiment noire), приквел до Souvenirs de la Déesse (передмова Жуста Дюї), Éditions Éoliennes, Bastia ISBN 978-2911991882.